# Ethan Bortnick
Ethan Jordan Bortnick (24 de Dezembro de 2000, Flórida) é um pianista, músico, ator, compositor estadunidense. Ethan aos três anos de idade começou a tocar teclado, e aos cinco anos já estava compondo músicas. Ele já tocou com grandes artistas conhecidos e tem se destacado nos Estados Unidos em programas de televisão, e por arrecadar dinheiro para instituições de caridade ao redor do mundo.